# Giải vô địch bóng đá bãi biển thế giới 2024
Giải vô địch bóng đá bãi biển thế giới 2024 là giải đấu lần thứ 12 của Giải vô địch bóng đá bãi biển thế giới, giải vô địch bóng đá bãi biển quốc tế hàng đầu dành cho các đội tuyển quốc gia nam của các liên đoàn thành viên thuộc FIFA. Nhìn chung, đây là giải đấu lần thứ 22 của kể từ khi phiên bản giải đấu của BSWW tổ chức từ năm 1995 đến năm 2004; tất cả các mùa giải đều tổ chức hàng năm cho đến năm 2009 khi giải trở thành sự kiện hai năm một lần.
Mùa giải này ban đầu được ấn định là Giải vô địch bóng đá bãi biển thế giới 2023; tại Hội thảo bóng đá bãi biển FIFA vào tháng 11 năm 2017, đã có thông báo rằng World Cup dành cho bóng đá bãi biển sẽ tiếp tục được tổ chức hai năm một lần vào những năm lẻ trong giai đoạn 2018–2024. Quá trình đấu thầu cho mùa giải nói trên sau đó đã được FIFA mở vào tháng 10 năm 2021 và kết thúc với việc Các Tiểu vương quốc Ả Rập Thống nhất được chọn làm nước chủ nhà vào tháng 12 năm 2022. Giải đấu ban đầu được ấn định diễn ra từ ngày 16 đến ngày 26 tháng 11 năm 2023. Tuy nhiên, vào tháng 6 năm 2023, giải đấu đã bị hoãn lại và lùi lịch sang từ ngày 15 đến 25 tháng 2 năm 2024, để cung cấp thêm thời gian cho ban tổ chức chuẩn bị cho sự kiện. Kết quả là mùa giải ban đầu năm 2023 đã bị loại bỏ và sau đó được gọi là mùa giải năm 2024. Được tổ chức tại Dubai,  trước đó thành phố này cũng đã đăng cai tổ chức mùa giải năm 2009.
Nga đã giành chức vô địch tại mùa giải trước và do đó đáng lẽ phải là đương kim vô địch. Tuy nhiên, tất cả các đội tuyển bóng đá quốc gia Nga đều hiện đang bị cấm vô thời hạn khỏi các giải đấu của FIFA do cuộc xâm lược Ukraine của nước này. Brasil đã giành chức vô địch giải đấu sau khi đánh bại Ý (đội đã giành giải á quân lần thứ ba) trong trận chung kết, đây cũng là danh hiệu vô địch thế giới lần thứ 6 của đội.

## Lựa chọn chủ nhà
Lịch trình đấu thầu ban đầu để xác định nước chủ nhà như sau:
- 6 tháng 10 năm 2021 – FIFA mở quá trình đấu thầu.
- 29 tháng 10 năm 2021 – Hạn chót để các liên đoàn thành viên tuyên bố quan tâm đăng cai tổ chức với FIFA.
- 1 tháng 11 năm 2021 – FIFA gửi các tài liệu nêu chi tiết về chiến dịch ứng tuyển và các điều kiện tham gia tới các nước đấu thầu để phân tích.
- 26 tháng 11 năm 2021 – Hạn chót để các liên đoàn thành viên khẳng định lại ý định đấu thầu bằng cách đồng ý với các điều khoản của tài liệu.
- 30 tháng 1 năm 2022 – Hạn chót để các quốc gia chuẩn bị và nộp hồ sơ dự thầu hoàn chỉnh để FIFA đánh giá.
- 31 tháng 3 năm 2022 – FIFA công bố nước chủ nhà.

Vào ngày 8 tháng 12 năm 2021, FIFA tiết lộ rằng 5 liên đoàn thành viên đã khẳng định ý định đấu thầu:
- Bahrain (Hiệp hội bóng đá Bahrain)
- Colombia (Liên đoàn bóng đá  Colombia)
- Seychelles (Liên đoàn bóng đá  Seychelles)
- Thái Lan (Hiệp hội bóng đá  Thái Lan)
- Các Tiểu vương quốc Ả Rập Thống nhất (Hiệp hội bóng đá Các Tiểu vương quốc Ả Rập Thống nhất)

Vào ngày 14 tháng 2 năm 2022, FIFA thông báo rằng 3 trong số 5 liên đoàn thành viên đã nộp hồ sơ dự thầu vào giai đoạn cuối cùng của quá trình, Colombia và Thái Lan đã rút lui.
Việc xác nhận trao quyền đăng cai dự kiến sẽ được công bố tại cuộc họp của Hội đồng FIFA tại Doha, Qatar vào ngày 31 tháng 3 năm 2022. Tuy nhiên, không có thông báo nào được đưa ra; sau đó, quyết định này dự kiến được trao tại cuộc họp ở Auckland, New Zealand vào ngày 22 tháng 10 năm 2022, nhưng tại cuộc họp người ta đã thông báo rằng quyết định đã bị hoãn lại cho đến cuộc họp tiếp theo của Hội đồng. Tại cuộc họp Hội đồng tiếp theo tại Doha, Qatar vào ngày 16 tháng 12 năm 2022, Các Tiểu vương quốc Ả Rập Thống nhất đã được trao quyền đăng cai giải đấu năm 2023.

## Vòng loại
Tổng cộng có 16 đội giành quyền vào vòng chung kết. Ngoài Các Tiểu vương quốc Ả Rập Thống nhất (UAE) tự động giành quyền tham dự với tư cách là chủ nhà, 15 đội khác cũng đã giành quyền tham dự từ 6 giải đấu châu lục khác nhau. Việc phân bổ suất tham dự đã được Hội đồng FIFA phê duyệt vào ngày 14 tháng 3 năm 2023.
Vòng loại bắt đầu vào tháng 10 năm 2022 và kết thúc vào tháng 8 năm 2023.
Lưu ý: Thống kê về tham dự bên dưới chỉ đề cập đến kỷ nguyên FIFA của các kỳ World Cup bóng đá bãi biển (từ năm 2005); xem bài viết này để biết thêm thông tin về kỷ nguyên BSWW (1995–2004).
| Liên đoàn                                 | Giải đấu loại                                                         | Đội tuyển             | Lần tham dự | Tham dự lần cuối | Thành tích tốt nhất                    |
| ----------------------------------------- | --------------------------------------------------------------------- | --------------------- | ----------- | ---------------- | -------------------------------------- |
| AFC (châu Á; 3 đội + chủ nhà)             | Chủ nhà                                                               | UAE                   | 8           | 2021             | Vòng bảng (7 lần)                      |
| AFC (châu Á; 3 đội + chủ nhà)             | Cúp bóng đá bãi biển châu Á 2023                                      | Iran                  | 8           | 2017             | Hạng ba (2017)                         |
| AFC (châu Á; 3 đội + chủ nhà)             | Cúp bóng đá bãi biển châu Á 2023                                      | Nhật Bản              | 12          | 2021             | Á quân (2021)                          |
| AFC (châu Á; 3 đội + chủ nhà)             | Cúp bóng đá bãi biển châu Á 2023                                      | Oman                  | 5           | 2021             | Vòng bảng (2011, 2015, 2019, 2021)     |
| CAF (châu Phi; 2 đội)                     | Cúp bóng đá bãi biển châu Phi 2022                                    | Ai Cập                | 1           | Không có         | Lần đầu                                |
| CAF (châu Phi; 2 đội)                     | Cúp bóng đá bãi biển châu Phi 2022                                    | Sénégal               | 9           | 2021             | Fourth place (2021)                    |
| CONCACAF (Bắc, Trung Mỹ và Caribe; 2 đội) | Giải vô địch bóng đá CONCACAF 2023                                    | México                | 7           | 2019             | Á quân (2007)                          |
| CONCACAF (Bắc, Trung Mỹ và Caribe; 2 đội) | Giải vô địch bóng đá CONCACAF 2023                                    | Hoa Kỳ                | 7           | 2021             | Vòng bảng (6 lần)                      |
| CONMEBOL (Nam Mỹ; 3 đội)                  | Cúp bóng đá bãi biển Nam Mỹ 2023                                      | Argentina             | 9           | 2015             | Tứ kết (2005, 2006, 2008, 2013)        |
| CONMEBOL (Nam Mỹ; 3 đội)                  | Cúp bóng đá bãi biển Nam Mỹ 2023                                      | Brasil                | 12          | 2021             | Vô địch (2006, 2007, 2008, 2009, 2017) |
| CONMEBOL (Nam Mỹ; 3 đội)                  | Cúp bóng đá bãi biển Nam Mỹ 2023                                      | Colombia              | 1           | Không có         | Lần đầu                                |
| OFC (châu Đại Dương; 1 đội)               | Cúp bóng đá bãi biển châu Đại Dương 2023                              | Tahiti                | 7           | 2021             | Á quân (2015, 2017)                    |
| UEFA (châu Âu; 4 đội)                     | Vòng loại Giải vô địch bóng đá bãi biển thế giới 2023 khu vực châu Âu | Belarus               | 3           | 2021             | Vòng bảng (2019, 2021)                 |
| UEFA (châu Âu; 4 đội)                     | Vòng loại Giải vô địch bóng đá bãi biển thế giới 2023 khu vực châu Âu | Ý                     | 9           | 2019             | Á quân (2008, 2019)                    |
| UEFA (châu Âu; 4 đội)                     | Vòng loại Giải vô địch bóng đá bãi biển thế giới 2023 khu vực châu Âu | Bồ Đào Nha            | 11          | 2021             | Vô địch (2015, 2019)                   |
| UEFA (châu Âu; 4 đội)                     | Vòng loại Giải vô địch bóng đá bãi biển thế giới 2023 khu vực châu Âu | Tây Ban Nha[Note ESP] | 9           | 2021             | Á quân (2013)                          |

1. ^ Chú thích ESP: Ukraina ban đầu đã đủ vượt qua vòng loại. Tuy nhiên, vào ngày 27 tháng 9 năm 2023, có thông báo rằng Bộ Thanh niên và Thể thao Ukraina đã từ chối phê chuẩn việc đội tuyển quốc gia Ukraina tham dự giải đấu để phản đối việc đội tuyển quốc gia Belarus được phép thi đấu, đội mà họ cho rằng nên bị cấm tham dự do vai trò của nước này trong Cuộc xâm lược Ukraina của Nga.[18] Ukraine trước đó đã giành quyền tham dự, nhưng cũng đã tẩy chay World Cup 2021 do địa điểm tổ chức giải đấu nằm ở Nga.[19][20] Ukraina được thay thế bằng Tây Ban Nha, đội đã kết thúc ở vị trí thứ 5 về mặt thống kê trong vòng loại khu vực châu Âu[21] và do đó tham dự với tư cách kẻ thua cuộc may mắn.

## Địa điểm
Một địa điểm được sử dụng tại thành phố Dubai. Mặc dù là một thành phố ven biển với nhiều bãi biển, sân vận động lại nằm trong Design District nội địa của thành phố; nơi đây được biết đến với cái tên Sân vận động Dubai Design District. Nơi đây đã tổ chức tất cả 32 trận đấu của giải với sức chứa gần 3.500 khán giả. Sân vận động là một công trình tạm thời được xây dựng có mục đích phục vụ cho giải đấu; việc xây dựng chỉ mất 25 ngày so với thời gian thông thường là 60 đến 90 ngày.

## Bốc thăm
Lễ bốc thăm chia 16 đội thành 4 bảng, mỗi bảng 4 đội, diễn ra lúc 18:30 GST (UTC+4) ngày 6 tháng 10 năm 2023 tại Thư viện Mohammed Bin Rashid ở Dubai. Việc bốc thăm do Bakhit Saad và Christian Karembeu cùng thực hiện. Được tiến hành theo thủ tục sau:
Ban đầu, các đội được chia thành 4 nhóm, mỗi nhóm 4 đội dựa trên bảng xếp hạng do FIFA xây dựng, dựa trên thành tích của mỗi đội tại World Cup trong năm mùa giải gần nhất (kể từ năm 2013); mùa giải càng gần đây thì kết quả càng được đánh giá cao. Điểm thưởng cũng được trao cho các đội vô địch châu lục trong vòng loại. Dựa trên bảng xếp hạng này, các đội có thành tích tốt nhất được xếp vào Nhóm 1 (cộng với đội chủ nhà), các đội có thành tích tốt tiếp theo được xếp vào Nhóm 2, v.v. Kết quả là các nhóm thành phần sau:
| Nhóm 1 | Nhóm 2                                            | Nhóm 3                                                     | Nhóm 4                                                       |
| --- | ------------------------------------------------- | ---------------------------------------------------------- | ------------------------------------------------------------ |
| - UAE (chủ nhà; được phân bổ vào A1) (10) - Brasil (xếp hạng cao nhất; được phân bổ vào D1) (1) - Polynésie thuộc Pháp (18) - Nhật Bản (6) | - Ý (9) - Sénégal (7) - Bồ Đào Nha (2) - Iran (8) | - Tây Ban Nha (4) - Oman (17) - Hoa Kỳ (13) - Belarus (22) | - Argentina (14) - México (21) - Colombia (11) - Ai Cập (24) |

Các số trong ngoặc đơn cho thấy Bảng xếp hạng bóng đá bãi biển thế giới BSWW của các đội tại thời điểm bốc thăm trong số 102 quốc gia. Bảng xếp hạng chỉ được hiển thị để tham khảo; không ảnh hưởng đến kết quả bốc thăm.
Lễ bốc thăm bắt đầu với Nhóm 1. Với tư cách là chủ nhà, Các Tiểu vương quốc Ả Rập Thống nhất được tự động xếp vào vị trí A1. Đội có thứ hạng cao nhất, Brasil, được tự động xếp vào vị trí D1. Các đội khác sau đó được bốc thăm - đội đầu tiên bị loại vào Bảng B và đội thứ hai bị loại vào Bảng C. Các đội từ Nhóm 2 sau đó được bốc thăm - đội đầu tiên bị loại vào Bảng A, đội thứ hai bị loại vào Bảng B, v.v. Tương tự được lặp lại với Nhóm 3 và Nhóm 4. Vị trí chính xác trong các bảng mà các đội được phân bổ vào được xác định bằng cách rút thăm từ một nhóm phụ. Các đội từ cùng một liên đoàn không thể được bốc thăm vào cùng một bảng.
Kết quả bốc thăm chia thành các bảng sau:
| VT | Đội    |
| -- | ------ |
| A1 | UAE    |
| A2 | Ai Cập |
| A3 | Hoa Kỳ |
| A4 | Ý      |

| VT | Đội         |
| -- | ----------- |
| B1 | Tây Ban Nha |
| B2 | Iran        |
| B3 | Tahiti      |
| B4 | Argentina   |

| VT | Đội      |
| -- | -------- |
| C1 | Sénégal  |
| C2 | Belarus  |
| C3 | Colombia |
| C4 | Nhật Bản |

| VT | Đội        |
| -- | ---------- |
| D1 | Brasil     |
| D2 | Oman       |
| D3 | Bồ Đào Nha |
| D4 | México     |

## Trọng tài
Từ danh sách trọng tài quốc tế, FIFA đã chọn ra 24 trọng tài từ 24 quốc gia khác nhau để điều hành các trận đấu tại World Cup, danh sách này được công bố vào ngày 14 tháng 12 năm 2023.
Ít nhất một trọng tài đại diện cho mỗi liên đoàn trong số 6 liên đoàn của FIFA: 4 từ AFC, 3 từ CAF, 5 từ CONMEBOL, 3 từ CONCACAF, 1 từ OFC, và 8 từ UEFA.
| Liên đoàn | Trọng tài          | Tuổi | Đạt tiêu chuẩn |
| --------- | ------------------ | ---- | -------------- |
| AFC       | Abdulaziz Abdullah | 48   | 2009           |
| AFC       | Turki Al Salehi    | 47   | 2009           |
| AFC       | Yuichi Hatano      | 42   | 2015           |
| AFC       | Ibrahim Alreesi    | 39   | 2017           |
| CAF       | Louis Siave        | 35   | 2016           |
| CAF       | Jelili Ogunmuyiwa  | 44   | 2008           |
| CAF       | Said Hachim        | 44   | 2010           |
| CONCACAF  | Juan Angeles       | 44   | 2012           |
| CONCACAF  | Gumercindo Batista | 44   | 2012           |
| CONCACAF  | Gonzalo Carballo   | 41   | 2014           |
| CONMEBOL  | Jorge Gómez        | 37   | 2016           |
| CONMEBOL  | Lucas Estevão      | 38   | 2017           |
| CONMEBOL  | Aecio Fernández    | 40   | 2018           |
| CONMEBOL  | Mickie Palomino    | 42   | 2012           |
| CONMEBOL  | Mariano Romo       | 42   | 2013           |

| Liên đoàn          | Trọng tài                   | Tuổi | Đạt tiêu chuẩn |
| ------------------ | --------------------------- | ---- | -------------- |
| OFC                | Aurélien Planchais-Godefroy | 42   | 2018           |
| UEFA               |                             |      |                |
| Eduards Borisevics | 41                          | 2008 |                |
| Vladimir Tashkov   | 36                          | 2016 |                |
| Francisco Bumedien | 32                          | 2018 |                |
| Sérgio Soares      | 44                          | 2014 |                |
| Vitalij Gomolko    | 34                          | 2015 |                |
| Ingilab Mammadov   | 40                          | 2012 |                |
| Saverio Bottalico  | 42                          | 2017 |                |
| Łukasz Ostrowski   | 38                          | 2012 |                |

## Đội hình
Mỗi đội phải đăng ký một đội hình sơ bộ gồm từ 12 đến 18 cầu thủ. Từ đội hình sơ bộ này, đội phải đăng ký một đội hình chính thức gồm 12 cầu thủ (trong đó phải có 2 thủ môn) trước thời hạn chót của FIFA. Các cầu thủ trong đội hình chính thức có thể được thay thế bằng một cầu thủ trong đội hình sơ bộ do chấn thương hoặc bệnh tật "nghiêm trọng" trong vòng 24 giờ trước khi trận đấu đầu tiên của đội bắt đầu.
Danh sách đội hình cuối cùng được FIFA công bố vào ngày 7 tháng 2 năm 2024.

## Vòng bảng
Lịch thi đấu được công bố vào ngày 6 tháng 10 sau lễ bốc thăm.
Ở vòng bảng, nếu tỷ số hòa sau thời gian thi đấu chính thức, các đội sẽ bước vào hiệp phụ (mỗi hiệp 3 phút) và nếu cần, sẽ đá luân lưu để xác định đội thắng. Mỗi đội được 3 điểm cho một trận thắng trong thời gian thi đấu chính thức, 2 điểm cho một trận thắng trong hiệp phụ, 1 điểm cho một trận thắng trong loạt sút luân lưu và không có điểm nào cho một trận thua. Hai đội đứng đầu mỗi bảng sẽ vào vòng tứ kết.

Các tiêu chí vòng bảng
Thứ hạng của các đội trong mỗi bảng được xác định như sau:
1. Điểm đạt được trong tất cả các trận đấu vòng bảng;
2. Hiệu số bàn thắng bại trong tất cả các trận đấu vòng bảng;
3. Số bàn thắng ghi được trong tất cả các trận đấu vòng bảng;

Nếu hai hoặc nhiều đội bằng nhau dựa trên ba tiêu chí trên, thứ hạng của họ được xác định như sau:
1. Điểm số đạt được trong các trận đấu vòng bảng giữa các đội liên quan;
2. Hiệu số bàn thắng bại trong các trận đấu vòng bảng giữa các đội liên quan;
3. Số bàn thắng ghi được trong các trận đấu vòng bảng giữa các đội liên quan;
4. Điểm kỷ luật trong tất cả các trận đấu vòng bảng (mỗi cầu thủ chỉ được trừ một điểm trong một trận đấu):
   - Thẻ vàng: −1 điểm;
  - Thẻ đỏ gián tiếp (thẻ vàng thứ hai): −3 điểm;
  - Thẻ đỏ trực tiếp: −4 điểm;
  - Thẻ vàng và thẻ đỏ trực tiếp: −5 điểm;
5. Quyết định bốc thăm của Ban tổ chức.

Tất cả các trận đấu diễn ra theo giờ địa phương, GST (UTC+4).

### Bảng A
| VT | Đội     | Tr | T | T+ | TLL | B | BT | BB | BHS | Đ | Giành quyền tham dự     |
| -- | ------- | -- | - | -- | --- | - | -- | -- | --- | - | ----------------------- |
| 1  | Ý       | 3  | 2 | 0  | 0   | 1 | 9  | 3  | +6  | 6 | Vòng đấu loại trực tiếp |
| 2  | UAE (H) | 3  | 1 | 1  | 1   | 0 | 5  | 3  | +2  | 6 | Vòng đấu loại trực tiếp |
| 3  | Ai Cập  | 3  | 0 | 1  | 0   | 2 | 8  | 12 | −4  | 2 |                         |
| 4  | Hoa Kỳ  | 3  | 0 | 0  | 0   | 3 | 7  | 11 | −4  | 0 |                         |

| Hoa Kỳ        | 1–3      | Ý                                         |
| ------------- | -------- | ----------------------------------------- |
| - Rezende 11' | Chi tiết | - Josep Jr. 2' - Zurlo 12' - Giordani 20' |

| UAE                     | 2–1      | Ai Cập      |
| ----------------------- | -------- | ----------- |
| - W. Beshr 8' - Ali 15' | Chi tiết | - Paulo 32' |

| Ý                                                                                     | 6–2      | Ai Cập          |
| ------------------------------------------------------------------------------------- | -------- | --------------- |
| - Sciacca 8' - Bertacca 12' - Miceli 15' - Josep Jr. 21' - Fazzini 25' - Giordani 35' | Chi tiết | - Sasa 11', 17' |

| UAE                                    | 3–2 (s.h.p.) | Hoa Kỳ                  |
| -------------------------------------- | ------------ | ----------------------- |
| - Eid 16' - Abbas 24' - Ali 39' (e.t.) | Chi tiết     | - Toth 27' - Canale 36' |

| Ai Cập                                                     | 5–4 (s.h.p.) | Hoa Kỳ                                      |
| ---------------------------------------------------------- | ------------ | ------------------------------------------- |
| - Paulo 10', 11', 30' - Elshahat 33' (p) - Taha 38' (e.t.) | Chi tiết     | - Canale 10', 16' - Collier 16' - Navas 24' |

| Ý                                           | 0–0 (s.h.p.) | UAE                          |
| ------------------------------------------- | ------------ | ---------------------------- |
|                                             | Chi tiết     |                              |
| Loạt sút luân lưu                           |              |                              |
| - Bertacca - Giordani - Fazzini - Josep Jr. | 1–3          | - Haitham - Kamal - W. Beshr |

### Bảng B
| VT | Đội         | Tr | T | T+ | TLL | B | BT | BB | BHS | Đ | Giành quyền tham dự     |
| -- | ----------- | -- | - | -- | --- | - | -- | -- | --- | - | ----------------------- |
| 1  | Iran        | 3  | 2 | 0  | 1   | 0 | 17 | 12 | +5  | 7 | Vòng đấu loại trực tiếp |
| 2  | Tahiti      | 3  | 2 | 0  | 0   | 1 | 12 | 11 | +1  | 6 | Vòng đấu loại trực tiếp |
| 3  | Argentina   | 3  | 1 | 0  | 0   | 2 | 11 | 14 | −3  | 3 |                         |
| 4  | Tây Ban Nha | 3  | 0 | 0  | 0   | 3 | 13 | 16 | −3  | 0 |                         |

}}
| Tahiti                                               | 4–3      | Argentina                      |
| ---------------------------------------------------- | -------- | ------------------------------ |
| - Salem 13', 31' - Li Fung Kuee 21' - Tiniraurii 30' | Chi tiết | - Ponzetti 2', 32' - Pomar 34' |

| Tây Ban Nha                                                          | 6–6 (s.h.p.) | Iran                                                               |
| -------------------------------------------------------------------- | ------------ | ------------------------------------------------------------------ |
| - D. Ardil 1', 10' - Chiky 7', 39' (e.t.) - Kuman 18' - J. Arias 21' | Chi tiết     | - Mesigar 12' - Mokhtari 15', 22', 31' (p), 35' - Amiri 37' (e.t.) |
| Loạt sút luân lưu                                                    |              |                                                                    |
| - Antonio - Chiky - J. Arias - Pedro                                 | 1–3          | - Mokhtari - Mirshekari - Movahed - Akbari                         |

| Tây Ban Nha                          | 3–5      | Tahiti                                                        |
| ------------------------------------ | -------- | ------------------------------------------------------------- |
| - J. Arias 3' - Batis 10' - Dona 15' | Chi tiết | - Taiarui 17' - Tepa 23' - Labaste 23' - Tinirauarii 24', 36' |

| Argentina                              | 3–6      | Iran                                                                                       |
| -------------------------------------- | -------- | ------------------------------------------------------------------------------------------ |
| - Medero 11', 34' - Holmedilla 18' (p) | Chi tiết | - Mokhtari 4' - Behzadpour 7' - Amiri 11' - Moradi 34' - Mohammadpour 35' - Mirshekari 35' |

| Argentina                                                                    | 5–4      | Tây Ban Nha                                 |
| ---------------------------------------------------------------------------- | -------- | ------------------------------------------- |
| - Holmedilla 18' - Rutterschmidt 18' - Ponzetti 29' - Pomar 32' - Medero 35' | Chi tiết | - J. Arias 19' - Chiky 23', 29' - Kuman 36' |

| Iran                                                                    | 5–3      | Tahiti                                     |
| ----------------------------------------------------------------------- | -------- | ------------------------------------------ |
| - Behzadpour 24', 31' - Mirjalili 28' - Tehau 32' (l.n.) - Mokhtari 35' | Chi tiết | - Labaste 14' - Tinirauarii 22' - Tepa 32' |

### Bảng C
| VT | Đội      | Tr | T | T+ | TLL | B | BT | BB | BHS | Đ | Giành quyền tham dự     |
| -- | -------- | -- | - | -- | --- | - | -- | -- | --- | - | ----------------------- |
| 1  | Belarus  | 3  | 3 | 0  | 0   | 0 | 13 | 6  | +7  | 9 | Vòng đấu loại trực tiếp |
| 2  | Nhật Bản | 3  | 2 | 0  | 0   | 1 | 10 | 9  | +1  | 6 | Vòng đấu loại trực tiếp |
| 3  | Sénégal  | 3  | 1 | 0  | 0   | 2 | 13 | 15 | −2  | 3 |                         |
| 4  | Colombia | 3  | 0 | 0  | 0   | 3 | 6  | 12 | −6  | 0 |                         |

| Colombia                         | 2–3      | Nhật Bản                         |
| -------------------------------- | -------- | -------------------------------- |
| - De Avila 22' (p) - Pantoja 35' | Chi tiết | - Akaguma 2' - Ozu 19' - Oba 26' |

| Sénégal                                           | 4–6      | Belarus                                                        |
| ------------------------------------------------- | -------- | -------------------------------------------------------------- |
| - Samb 13' - Man. Diagne 20', 36' - Mendy 33' (p) | Chi tiết | - Hapon 11' (p), 16', 31' - Bryshtel 13', 21' - Piatrouski 27' |

| Nhật Bản                  | 1–3      | Belarus                                  |
| ------------------------- | -------- | ---------------------------------------- |
| - Kanstantsinau 3' (l.n.) | Chi tiết | - Bryshtel 5' - Avgustov 20' - Drozd 23' |

| Sénégal                                                                | 5–3      | Colombia                            |
| ---------------------------------------------------------------------- | -------- | ----------------------------------- |
| - Mam. Diagne 14' - Faye 19' - Mendy 29' - Ndoye 31' - Man. Diagne 36' | Chi tiết | - López 2' - Ossa 8' - De Avila 27' |

| Belarus                             | 4–1      | Colombia       |
| ----------------------------------- | -------- | -------------- |
| - Ryabko 5' - Bryshtel 8', 18', 32' | Chi tiết | - De Avila 36' |

| Nhật Bản                                                     | 6–4      | Sénégal                                       |
| ------------------------------------------------------------ | -------- | --------------------------------------------- |
| - Matsuo 16' - Matsuda 26', 32' - Oba 32', 35' (p) - Ozu 35' | Chi tiết | - Diatta 7' - Samb 14', 29' - Mam. Diagne 28' |

### Bảng D
| VT | Đội        | Tr | T | T+ | TLL | B | BT | BB | BHS | Đ | Giành quyền tham dự     |
| -- | ---------- | -- | - | -- | --- | - | -- | -- | --- | - | ----------------------- |
| 1  | Brasil     | 3  | 1 | 2  | 0   | 0 | 12 | 8  | +4  | 7 | Vòng đấu loại trực tiếp |
| 2  | Bồ Đào Nha | 3  | 2 | 0  | 0   | 1 | 13 | 7  | +6  | 6 | Vòng đấu loại trực tiếp |
| 3  | Oman       | 3  | 1 | 0  | 0   | 2 | 10 | 10 | 0   | 3 |                         |
| 4  | México     | 3  | 0 | 0  | 0   | 3 | 7  | 17 | −10 | 0 |                         |

| Bồ Đào Nha                                                                      | 8–2      | México                        |
| ------------------------------------------------------------------------------- | -------- | ----------------------------- |
| - Léo Martins 1', 9', 14', 32', 32' - Bê Martins 4' - Lourenço 11' - Jordan 12' | Chi tiết | - Acevedo 26' - Maldonado 33' |

| Brasil                                                                | 5–3      | Oman                                             |
| --------------------------------------------------------------------- | -------- | ------------------------------------------------ |
| - Edson Hulk 3' (p), 29' - Mauricinho 6' - Catarino 11' - Rodrigo 12' | Chi tiết | - Al Sauti 2' - Al Fazari 11' - K. Al Oraimi 15' |

| México                        | 2–5      | Oman                                                                     |
| ----------------------------- | -------- | ------------------------------------------------------------------------ |
| - Castillo 12' - Martínez 13' | Chi tiết | - Al Muraiki 1', 27' - Al Hindasi 17' - Al Araimi 24' - K. Al Oraimi 29' |

| Brasil                                              | 3–2 (s.h.p.) | Bồ Đào Nha                    |
| --------------------------------------------------- | ------------ | ----------------------------- |
| - Rodrigo 6' - Catarino 18' - Mauricinho 38' (e.t.) | Chi tiết     | - Bê Martins 27' - Jordan 27' |

| Oman                              | 2–3      | Bồ Đào Nha                          |
| --------------------------------- | -------- | ----------------------------------- |
| - Al Sauti 26' - K. Al Oraimi 36' | Chi tiết | - Léo Martins 16', 36' - Jordan 20' |

| México                                    | 3–4 (s.h.p.) | Brasil                                                     |
| ----------------------------------------- | ------------ | ---------------------------------------------------------- |
| - Castillo 1' - Wbias 18' - Maldonado 35' | Chi tiết     | - Edson Hulk 7', 39' (e.t.) - Mauricinho 11' - Alisson 31' |

## Vòng đấu loại trực tiếp
Ngày 21 và 23 tháng 2 được phân bổ là ngày nghỉ.
|  | Tứ kết           | Tứ kết     |            |       | Bán kết       | Bán kết       |  |  | Chung kết | Chung kết |
|  |                  |            |            |       |               |               |  |  |           |           |
|  | 22 tháng 2       |            |            |       |               |               |  |  |           |           |
|  |                  |            |            |       |               |               |  |  |           |           |
|  | Iran             | 2          |            |       |               |               |  |  |           |           |
|  | Iran             | 2          | 24 tháng 2 |       |               |               |  |  |           |           |
|  | UAE              | 1          |            |       |               |               |  |  |           |           |
|  | UAE              | 1          | Iran       | 2     |               |               |  |  |           |           |
|  | 22 tháng 2       |            | Iran       | 2     |               |               |  |  |           |           |
|  |                  | Brasil     | 3          |       |               |               |  |  |           |           |
|  | Brasil           | Brasil     | 3          | 8     |               |               |  |  |           |           |
|  | Brasil           |            | 25 tháng 2 | 8     |               |               |  |  |           |           |
|  | Nhật Bản         | 4          |            |       |               |               |  |  |           |           |
|  | Nhật Bản         | 4          | Brasil     | 6     |               |               |  |  |           |           |
|  | 22 tháng 2       |            | Brasil     | 6     |               |               |  |  |           |           |
|  |                  | Ý          | 4          |       |               |               |  |  |           |           |
|  | Ý                | Ý          | 4          | 5     |               |               |  |  |           |           |
|  | Ý                | 24 tháng 2 |            | 5     |               |               |  |  |           |           |
|  | Tahiti           | 2          |            |       |               |               |  |  |           |           |
|  | Tahiti           | 2          | Ý (p)      | 3 (5) |               |               |  |  |           |           |
|  | 22 tháng 2       |            | Ý (p)      | 3 (5) |               |               |  |  |           |           |
|  |                  | Belarus    | 3 (4)      |       | Tranh hạng ba | Tranh hạng ba |  |  |           |           |
|  | Belarus (s.h.p.) | Belarus    | 3 (4)      | 4     | Tranh hạng ba | Tranh hạng ba |  |  |           |           |
|  | Belarus (s.h.p.) |            | 25 tháng 2 | 4     |               |               |  |  |           |           |
|  | Bồ Đào Nha       | 3          |            |       |               |               |  |  |           |           |
|  | Bồ Đào Nha       | 3          | Iran       | 6     |               |               |  |  |           |           |
|  |                  |            |            |       |               |               |  |  |           |           |
|  | Belarus          | 1          |            |       |               |               |  |  |           |           |
|  | Belarus          | 1          |            |       |               |               |  |  |           |           |

### Tứ kết
| Brasil | 8–4      | Nhật Bản                                |
| --- | -------- | --------------------------------------- |
| - Alisson 2', 25' - Bruno Xavier 7' - Rodrigo 10' - Filipe Silva 20' - Brendo 20' - Edson Hulk 23' - Catarino 34' | Chi tiết | - Yamada 27' - Oba 28', 33' - Kawai 29' |

| Belarus                                  | 4–3 (s.h.p.) | Bồ Đào Nha                                |
| ---------------------------------------- | ------------ | ----------------------------------------- |
| - Bryshtel 13', 14', 18' (p), 39' (e.t.) | Chi tiết     | - Algarvio 9' - Jordan 23' - B. Lopes 29' |

| Iran                          | 2–1      | UAE           |
| ----------------------------- | -------- | ------------- |
| - Masoumi 17' - Mirjalili 23' | Chi tiết | - Abdulla 14' |

| Ý                                                               | 5–2      | Tahiti                     |
| --------------------------------------------------------------- | -------- | -------------------------- |
| - Giordani 12', 17' - Bertacca 30' - Josep Jr. 34' - Remedi 35' | Chi tiết | - Taiarui 3' - Tetauira 3' |

### Bán kết
| Iran                          | 2–3      | Brasil                              |
| ----------------------------- | -------- | ----------------------------------- |
| - Mirshekari 1' - Masoumi 13' | Chi tiết | - Alisson 15' (p), 27' - Brendo 36' |

| Ý                                               | 3–3 (s.h.p.) | Belarus                                            |
| ----------------------------------------------- | ------------ | -------------------------------------------------- |
| - Josep Jr. 20' - Giordani 24' - Zurlo 31'      | Chi tiết     | - Bryshtel 4', 30' - Novikau 9'                    |
| Loạt sút luân lưu                               |              |                                                    |
| - Bertacca - Fazzini - Josep Jr. - Alla - Zurlo | 5–4          | - Bryshtel - Hardzetski - Bokach - Drozd - Novikau |

### Tranh hạng ba
| Iran                                                                               | 6–1      | Belarus          |
| ---------------------------------------------------------------------------------- | -------- | ---------------- |
| - Mirshekari 2' - Movahed 3' - Moradi 14' - Amiri 14' - Masoumi 20' - Mokhtari 33' | Chi tiết | - Chaikouski 34' |

### Chung kết
| Brasil                                                                        | 6–4      | Ý                                     |
| ----------------------------------------------------------------------------- | -------- | ------------------------------------- |
| - Rodrigo 12', 19', 29' - Bruno Xavier 21' - Genovali 23' (l.n.) - Brendo 27' | Chi tiết | - Genovali 4', 33' - Fazzini 19', 27' |

## Giải thưởng
Sau trận chung kết, FIFA đã trao các giải thưởng cá nhân cho ba cầu thủ xuất sắc nhất giải đấu, ba cầu thủ ghi nhiều bàn thắng nhất và thủ môn xuất sắc nhất. Ngoài ra, một giải thưởng tập thể cũng được trao cho đội có số điểm kỷ luật cao nhất. Sau đó, cúp vô địch đã được chủ tịch FIFA Gianni Infantino trao cho đội trưởng của Brasil, Datinha.

### Vô địch
| Giải vô địch bóng đá bãi biển thế giới 2024              |
| -------------------------------------------------------- |
| · Brasil · Lần thứ 6 · Danh hiệu vô địch thế giới thứ 15 |

### Giải thưởng cá nhân
Tất cả các giải thưởng cá nhân đều do Adidas tài trợ, ngoại trừ Giải phong cách FIFA. Quả bóng vàng, bạc và đồng được trao bởi nhóm nghiên cứu kỹ thuật của FIFA bao gồm các cầu thủ hiện tại và trước đây Dejan Stankovic, Matteo Marrucci và Pascal Zuberbühler, và do Arsene Wenger dẫn đầu.
| Quả bóng vàng                | Quả bóng bạc                          | Quả bóng đồng                                  |
| ---------------------------- | ------------------------------------- | ---------------------------------------------- |
| Josep Jr. Gentilin           | Mauricinho                            | Ihar Bryshtel                                  |
| Chiếc giày vàng              | Chiếc giày bạc                        | Chiếc giày đồng                                |
| Ihar Bryshtel (12 bàn thắng) | Léo Martins (7 bàn thắng; 4 kiến tạo) | Mohammadali Mokhtari (7 bàn thắng; 1 kiến tạo) |
| Găng tay vàng                |                                       |                                                |
| Tiago Bobô                   |                                       |                                                |
| Giải phong cách FIFA         |                                       |                                                |
| Bồ Đào Nha                   |                                       |                                                |

## Statistics

### Goalscorers
Đã có 223 bàn thắng ghi được trong 32 trận đấu, trung bình 6.97 bàn thắng mỗi trận đấu.
12 bàn thắng
- Ihar Bryshtel

7 bàn thắng
- Léo Martins
- Mohammadali Mokhtari

6 bàn thắng
- Rodrigo

5 bàn thắng
- Alisson
- Edson Hulk
- Marco Giordani
- Takaaki Oba

4 bàn thắng
- Hossam Paulo
- Josep Junior
- Jordan Santos
- Chiky Ardil
- Roonui Tinirauarii

3 bàn thắng
- Lucas Medero
- Lucas Ponzetti
- Aleh Hapon
- Brendo
- Catarino
- Mauricinho
- Esleider Avila
- Reza Amiri
- Hamid Behzadpour
- Mohammad Masoumi
- Ali Mirshekari
- Tommaso Fazzini
- Khalid Al Oraimi
- Mandione Diagne
- Amar Samb
- Jose Arias
- Alessandro Canale

2 bàn thắng
- Emiliano Holmedilla
- Manuel Pomar
- Bruno Xavier
- Moustafa Sasa
- Seyed Mirjalili
- Movahed Mohammadpour
- Mohammad Moradi
- Luca Bertacca
- Gianmarco Genovali
- Emmanuele Zurlo
- Kosuke Matsuda
- Ozu Moreira
- Cristofher Castillo
- Ramón Maldonado
- Yahya Al Muraiki
- Abdullah Al Sauti
- Bê Martins
- Mamour Diagne
- Raoul Mendy
- David Ardil
- Kuman
- Tearii Labaste
- Heirauarii Salem
- Heimanu Taiarui
- Patrick Tepa
- Abdulla Abbas
- Ali Mohammad

1 bàn thắng
- Axel Rutterschmidt
- Mikhail Avgustov
- Mikita Chaikouski
- Artsemi Drozd
- Yauheni Novikau
- Yury Piatrouski
- Anatoliy Ryabko
- Filipe Silva
- Edu Lopez
- Juan Ossa
- Julio Pantoja
- Ahmed Elshahat
- Elhusseini Taha
- Moslem Mesigar
- Alessandro Miceli
- Alessandro Remedi
- Fabio Sciacca
- Takuya Akaguma
- Yusuke Kawai
- Naoya Matsuo
- Héctor Acevedo
- Diego Martínez
- Salomón Wbias
- Takahito Yamada
- Mandhar Al Araimi
- Abdulrahman Al Fazari
- Yaqdhan Al Hindasi
- Duarte Algarvio
- Bernardo Lopes
- André Lourênço
- Ninou Diatta
- Ousseynou Faye
- Papa Ndoye
- Soleiman Batis
- Dona
- Raimana Li Fung Kuee
- Tamatoa Tetauira
- Waleed Beshr
- Rashed Eid
- Austin Collier
- Andres Navas
- Conner Rezende
- Chris Toth

1 bàn phản lưới nhà
- Ivan Kanstantsinau (trong trận gặp Nhật Bản)
- Gianmarco Genovali (trong trận gặp Brasil)
- Teaonui Tehau (trong trận gặp Iran)

Nguồn: BSWW

## Tài trợ
| - Adidas - Coca-Cola - Qatar Airways - Hyundai - Visa - Wanda Group |